# Adam Kensy
Adam Kensy (* 18. November 1956 in Białośliwie) ist ein ehemaliger polnisch-österreichischer Fußballspieler und späterer -trainer.

## Karriere

### Als Spieler
Adam Kensy begann seine Profikarriere 1975 in Polen beim Fußballklub Pogoń Szczecin, wo er auch alle Jugendabteilungen durchlief, ehe er 1979 zu Zawisza Bydgoszcz wechselte. Für den polnischen Club Zawisza Bydgoszcz schoss er in 53 Spielen vier Tore. Zwei Jahre später kehrte er zu Pogoń Szczecin zurück. Insgesamt absolvierte Adam Kensy in neun Jahren bei dem Verein 245 Spiele und erzielte dabei 35 Tore. In der Saison 1986/87 wechselte er zum LASK in Österreich, wo er zwölf Spiele bestritt und dabei zwei Tore als Mittelfeldspieler erzielte. In der darauf folgenden Saison absolvierte er 21 Spiele und konnte dabei drei Treffer bejubeln. Er bestritt auch mehrere Spiele im UEFA Cup. In der Saison 1984/85 schied sein Verein aber bereits in der ersten Runde gegen den 1. FC Köln mit 0:1 aus, wobei Kensy einen Elfmeter verschoss. Auch in der Saison 1987/88 kam er zu zwei Einsätzen im UEFA Cup. Jedoch musste er sich mit seinem Team gegen den FC Utrecht 0:2 nach Hin- und Rückspiel geschlagen geben. In der Saison 1988/89 spielte er noch 22 mal, traf dabei aber nicht mehr in das gegnerische Tor. Er beendete seine aktive Fußballkarriere nach dieser Spielzeit beim LASK, wo er seit 1987 zum Großteil als Abwehrspieler, aber auch als Mittelfeldspieler eingesetzt wurde. Sein letztes Spiel für den LASK bestritt er am 26. Juli 1988 unter Ernst Knorrek. Danach spielte er noch als Spielertrainer bei HAKA Traun, GW Micheldorf und bei FC BW Linz bis zum Ende der Saison 1999/00 in der OÖ Liga (= 4. Liga), wobei er in dieser Saison noch einige Kurzeinsätze als Einwechselspieler absolvierte.

### Als Trainer
Etwa ein Jahr nach seinem Rücktritt als Aktiver wurde Adam Kensy am 1. Juni 1989 als Trainer beim LASK unter Vertrag genommen, wo er zwei Monate lang tätig war. Danach übernahm er den Landesligisten HAKA Traun, mit dem er im ersten Jahr den Aufstieg in die damalige 1. Landesliga schaffte. In seiner zweiten Saison verpasste Kensy mit den Traunern im Entscheidungsspiel den Meistertitel. In der folgenden Saison trennten sich HAKA Traun und Adam Kensy. Nach einer gab er sein Comeback und half dem LASK in der Saison 1997/98 als Interimstrainer aus. Seine nächste Station war wieder in Linz, aber diesmal beim FC Blau-Weiß Linz, wo er ab dem 1. August 1998 für etwa fünf Jahre als Cheftrainer arbeitete. Adam Kensy übernahm den Club in der damaligen 1. Landesliga, konnte allerdings bereits im zweiten Jahr mit seinem Team den Meistertitel erringen und somit in die Regionalliga Mitte aufsteigen. Das dritte Jahr als Cheftrainer beendete er mit dem FC Blau-Weiß Linz auf dem siebten Tabellenrang, gefolgt vom zweiten Platz in der darauffolgenden Saison. In der Saison 2002/03 konnte Kensy mit seiner Mannschaft schließlich auch den Meistertitel in der Regionalliga Mitte feiern. Damit qualifizierte sich Linz mit einem deutlichen Vorsprung auf den Tabellenzweiten aus Hartberg für die Relegation. Nachdem die Mannschaft dort unterlegen war und somit den Aufstieg verpasst hatte, verließ Adam Kensy den Verein. Anschließend trainierte er die Amateurmannschaft des FC Pasching für drei Jahre, gefolgt von einem zweijährigen Aufenthalt beim FC Wels, mit dem er in der Regionalliga Mitte zweimal Zweiter wurde.
In der Saison 2008/09 kehrte Kensy zum damaligen Regionalligisten FC Blau Weiß Linz zurück. Er befand sich mit der Mannschaft in der Saison 2010/11 im Kampf um die Aufstiegsplätze, wurde aber am 11. Mai 2011 entlassen. Am Ende der Saison schaffte der FC Blau-Weiß Linz unter Kensys Nachfolger Gerald Perzy den Aufstieg in die zweithöchste Spielklasse Österreichs. Er konnte aber während dieser Saison einen großen Erfolg feiern, als man den FC Red Bull Salzburg in der 2. Runde des ÖFB-Cup mit 3:1 besiegen konnte.

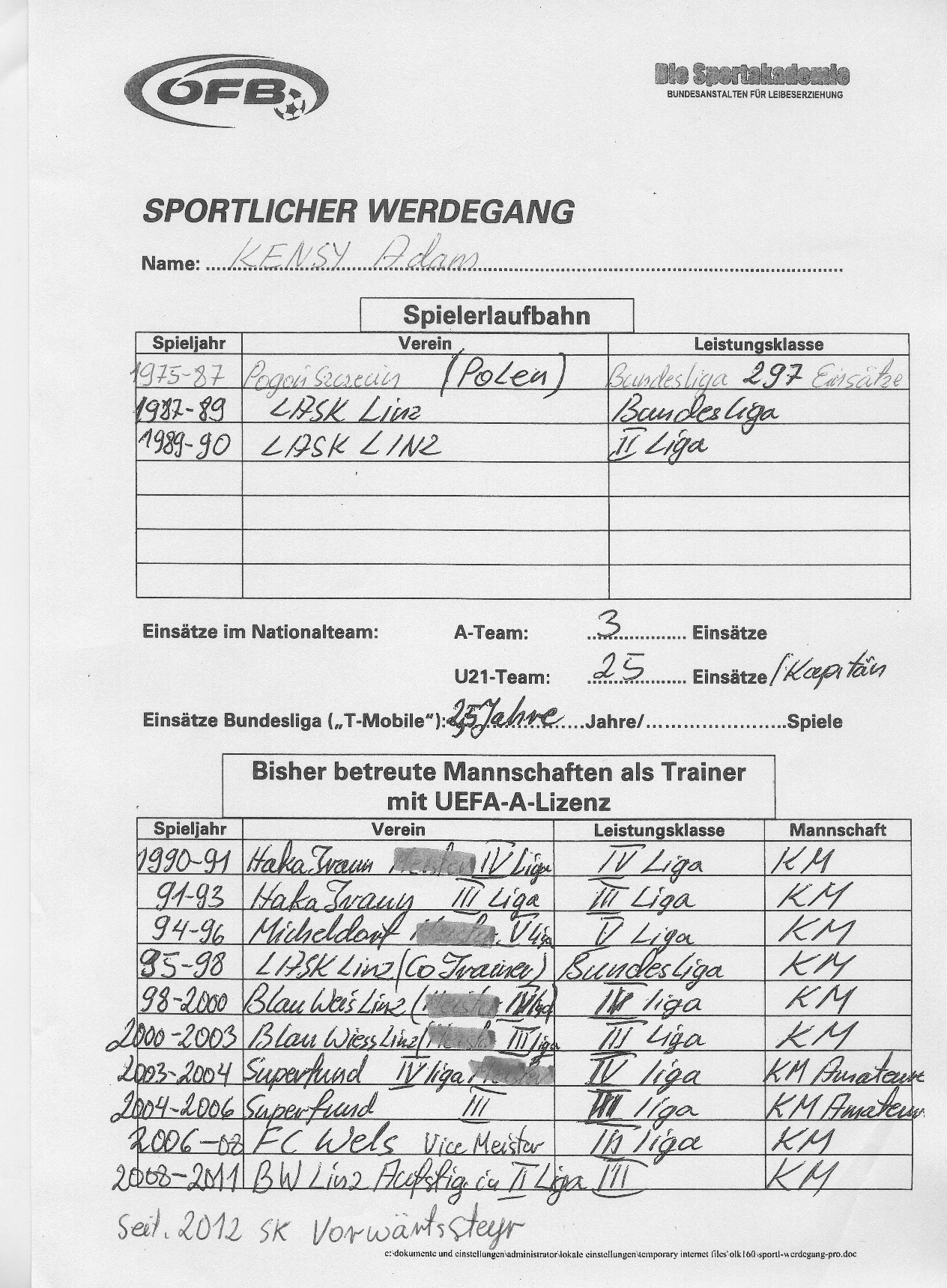
Werdegang Adam Kensy

Anschließend wurde Kensy vom Landesligisten DSG Union Perg für eine Saison engagiert, schloss sich jedoch schon zwei Monate später dem SK Vorwärts Steyr aus der OÖ Liga an. Dieser Wechsel zog viel Aufmerksamkeit auf sich, da die DSG Union Perg nach eigenen Angaben eine mündliche Vereinbarung mit Kensy über den Verbleib bis zum Saisonende getroffen hatte. Adam Kensy gab aber an, mit SK Vorwärts Steyr so schnell als möglich Meister zu werden zu wollen und somit in die Regionalliga aufzusteigen. Er ist der älteste und zugleich erfahrenste Trainer in der OÖ Liga. Adam Kensys SK Vorwärts Steyr beendete die Herbstsaison 2012 der OÖ Liga mit 28 Punkten auf Platz zwei.

### In der Nationalmannschaft
Kensy wurde erstmals im Jahr 1983 für die polnische Fußballnationalmannschaft nominiert und gab sein Debüt am 22. Mai 1983. Er bestritt sein erstes Spiel als Abwehrspieler und war über die volle Distanz im Einsatz. Das Spiel endete 1:1 gegen die damalige Sowjetunion. Bei seinem zweiten Spiel verlor Polen in Moskau abermals gegen die Sowjetunion mit 0:2. Adam Kensy war auch bei seinem zweiten Spiel über 90 Minuten im Einsatz. In seinem dritten Einsatz für das polnische Nationalteam wurde er erst in der 66. Minute eingewechselt und konnte die 0:1-Niederlage gegen Portugal nicht mehr verhindern. Nach diesen drei Einsätzen wurde er allerdings nicht mehr für Kader der Nationalelf berücksichtigt.
Kensy absolvierte zudem auch 25 Einsätze für das U21-Nationalteam Polens, wo er als Kapitän fungierte. Allerdings konnte er auch dort kein Tor erzielen.
| Nr. | Datum            | Ort     | Gegner      | Ergebnis | Spiel                   | Einsatzminuten |
| --- | ---------------- | ------- | ----------- | -------- | ----------------------- | -------------- |
| 1.  | 22. Mai 1983     | Chorzów | Sowjetunion | 1:1      | Qualifikation Euro 1984 | 90′            |
| 2.  | 9. Oktober 1983  | Moskau  | Sowjetunion | 0:2      | Qualifikation Euro 1984 | 90′            |
| 3.  | 28. Oktober 1983 | Breslau | Portugal    | 0:1      | Qualifikation Euro 1984 | ab 66′         |

## Privat
Adam Kensy ist auch außerhalb des Sports tätig und gründete im Jahre 1985 eine Textildruckerei in Polen, mit der er seit 1995 auch in Österreich selbstständig tätig ist. Sein Unternehmen verkauft neben Textilien und Sportbekleidung selbst, auch Druck, Flock und Stickarbeiten. Adam Kensy wohnt in Linz. Er ist verheiratet mit Teresa Kensy.